# Умид (посёлок)
Умид (азерб. Ümid) — посёлок городского типа в административном подчинении Гарадагского района города Баку, Азербайджан.

## История
Основание посёлка Умид (рус. «Надежда») было положено согласно инициативе и указу президента Азербайджанской Республики Гейдара Алиева в 1999 году, с вводом в эксплуатацию 110 частных жилых домов для беженцев из Армении и вынужденных переселенцев в результате карабахского конфликта. В 2000 году посёлок получил статус административно-территориальной единицы.
В 2005—2008 годах Норвежская международная гуманитарная организация «Совет по делам беженцев», исполнительная власть Карадагского района Баку, а также община «Мишни» Лачинского района Азербайджана осуществили совместный проект, в рамках которого на территории поселка Умид было возведено 110 коттеджей для представителей общины. Сдача в эксплуатацию 52 домов состоялась 19 июня 2013 года. Спонсорами проекта выступили Министерство иностранных дел Норвегии и норвежская нефтяная компания «Statoyl Abşeron».

## Социальные объекты
- Средняя школа № 294
- Муниципалитет